# Assassin's Creed: The Fall
Assassin's Creed: The Fall es una miniserie de cómics estadounidense, que consta de tres números, publicada por Wildstorm. Ambientado en el universo de Assassin's Creed, sigue el viaje del Asesino ruso Nikolai Orelov a fines de la década de 1880 y más tarde a principios del siglo XX en Rusia y cerca del momento del evento de Tunguska, cuyos recuerdos genéticos están siendo experimentados por su descendiente, Daniel Cross en 1998.
Escrita y creada por Cameron Stewart y Karl Kerschl, la nueva serie de cómics inicialmente iba a ser una expansión de los viajes de Ezio Auditore da Firenze, pero fue trasladada a un entorno completamente nuevo para proporcionar mayor libertad a los escritores. Sin embargo, la historia sigue la enemistad entre los templarios y los asesinos, y este último está conectado con el Narodnaya Volya.
La historia se completó en la novela gráfica Assassin's Creed: The Chain, publicada por UbiWorkshop.

## Sinopsis
Los cómics se lanzaron el 10 de noviembre de 2010, unos días antes del debut minorista de Assassin's Creed: Brotherhood. La historia del primer número sigue a Nikolai mientras lucha contra los templarios por un poderoso artefacto y culmina con una batalla final con el zar Alejandro III a bordo de un tren en marcha, lo que resulta en el desastre del tren Borki. El segundo problema continúa mientras Nikolai prepara un ataque contra una estación de investigación templaria en Siberia. Su misión finalmente conduce al evento Tunguska. Mientras tanto, en 1998, Daniel Cross está tratando de encontrar más información sobre su pasado y la moderna Orden de los Asesinos. El último problema comienza cuando los bolcheviques toman el control del país. Orelov se enfrenta al zar Nicolás II para obtener información sobre la ubicación de The Staff. En 1998, Daniel Cross se reúne con la orden Mentor of the Assassins y luego se descubre que Cross es en realidad un agente durmiente que se lavó el cerebro a los 7 años para matar al Mentor cuando se presenta la oportunidad, y que es el Sujeto 4 en los experimentos que Abstergo tiene probado en asesinos capturados.
Desde finales de abril de 2011, Ubiworkshop.com ha tenido 1 página del cómic disponible de forma gratuita todos los miércoles en su sitio web, a fines de agosto de 2011, casi han terminado el número 1, y los números 2 y 3 también lo seguirán.

## Ediciones coleccionistas
Los cómics se han recopilado en un libro en rústica comercial:
- Assassins Creed: The Fall (128 páginas, Panini Comics, edición en idioma italiano, enero de 2011, ISBN 8865894024, Titan Books, noviembre de 2013, ISBN 0857684930)
- The Fall Deluxe Edition fue una edición especial de tapa blanda que trajo los tres números de The Fall, además de un epílogo exclusivo de 10 páginas, que también actuaría como transición hacia la próxima saga cómica, Assassin's Creed: The Chain. Esta edición tuvo un total de 128 páginas, incluido el epílogo exclusivo y una sección de creación.

Tanto The Fall como The Chain se recopilaron en Assassin's Creed: Subject Four, un libro en rústica comercial de 208 páginas que se incluyó en Assassin’s Creed 3: The Ubiworkshop Edition, junto con Assassin's Creed: Encyclopedia.